# Föderationskreis Südrussland
Der Föderationskreis Südrussland (russisch Южный федеральный округ Juschny federalny okrug, deutsch ‚Südlicher Föderationskreis‘) ist ein Föderationskreis in Russland und damit eine der administrativen Einheiten der obersten Ebene gemäß der föderalen Gliederung Russlands.
Der Verwaltungssitz befindet sich in Rostow am Don. Die größten weiteren Städte sind Wolgograd und Krasnodar.

## Geografie

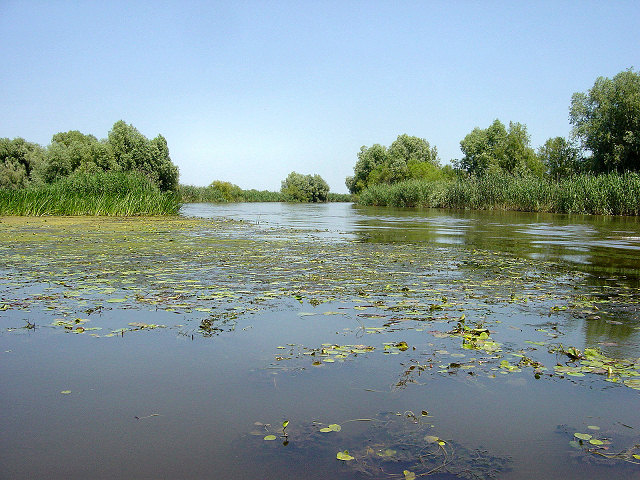
Wolgadelta bei Astrachan

Der Kreis hat Außengrenzen zur Ukraine (im Westen), zu Kasachstan (im Osten), zu Abchasien (Georgien; im Süden) und den Föderationskreisen Nordkaukasus (Südosten), Wolga und Zentralrussland (beide Norden).
Der Kreis bildet den wärmsten Teil der Russischen Föderation. Entlang der Schwarzmeerküste verläuft die subtropische Vegetationszone. Die Vegetationszeit dauert über sechs Monate im Jahr an, etwa eineinhalb Monate länger als in Zentralrussland. Sotschi hat beispielsweise eine Jahresdurchschnittstemperatur von +14 °C und bleibt ganzjährig frostfrei. Dort fallen 1570 Millimeter Regen im Jahr. Die Hauptregenzeiten sind vor allem im Winter. Der Kreis ist nur zu etwa 10 Prozent mit Wald bewachsen, ein für russische Verhältnisse geringer Wert. Dafür bestehen die Wälder vornehmlich aus Buchen und Eichen. Darüber hinaus ist ein großer Teil der Fläche für die Landwirtschaft hervorragend geeignet. Auf den Böden können subtropische Früchte angebaut werden, die sonst nirgendwo in Russland kultiviert werden können. Im Norden werden Weizen und Reis angebaut. Kalmückien und die Oblast Wolgograd haben große Schaf- und Rinderzuchten. Die Spezialität der Oblast Astrachan ist der Melonenanbau im Wolgadelta. Die Farmen in dieser Region gehören zu den wohlhabendsten und größten des Landes. Weitere bedeutende Anbaukulturen sind Sonnenblumen, Gerste und Zuckerrüben. Das Vorgebirge des Nordkaukasus bietet günstige Bedingungen für die Schafzucht und Obstbaumkulturen wie zum Beispiel Kirschen, Aprikosen, Äpfel und Pflaumen. Der Landstreifen zwischen Anapa und Sotschi bildet die einzige Anbauzone für Tee, Zitrusfrüchte und Weinbau in Russland (außer der widerrechtlich besetzten Krim).
Auf dem Gebiet des Föderationskreises gibt es einen Nationalpark, den Sotschier Nationalpark und nachfolgend aufgelistete Naturschutzgebiete:
| Naturschutzgebiet                | Russisch                | Verwaltungseinheit                           | Gründung | Fläche in Hektar | Sonstiges                                                                           |
| -------------------------------- | ----------------------- | -------------------------------------------- | -------- | ---------------- | ----------------------------------------------------------------------------------- |
| Astrachaner NR                   | Астраханский            | Astrachan                                    | 1919     | 66816            | Biosphärenreservat                                                                  |
| Bogdo-Baskuntschak-Naturreservat | Богдинско-Баскунчакский | Astrachan                                    | 1997     | 18478            |                                                                                     |
| Schwarzes Land                   | Чёрные Земли            | Kalmückien                                   | 1990     | 121901           | Biosphärenreservat                                                                  |
| Tschornyje Semli                 | Чёрные земли            | Kalmückien                                   | 1990     | 121900           |                                                                                     |
| Kaukasus-Naturreservat           | Кавказский              | Krasnodar, Adygeja, Karatschai-Tscherkessien | 1924     | 280335           | Biosphärenreservat; seit 1999 Teil des UNESCO-Welterbe-Gebietes Westlicher Kaukasus |
| Don-NR                           | Донской рыбный          | Rostow                                       | 1819     | 68               | Status unklar                                                                       |
| Rostower NR                      | Ростовский              | Rostow                                       | 1995     | 9465             |                                                                                     |
| Chopjor-NR                       | Хопёрский               | Woronesch                                    | 1935     | 16178            |                                                                                     |

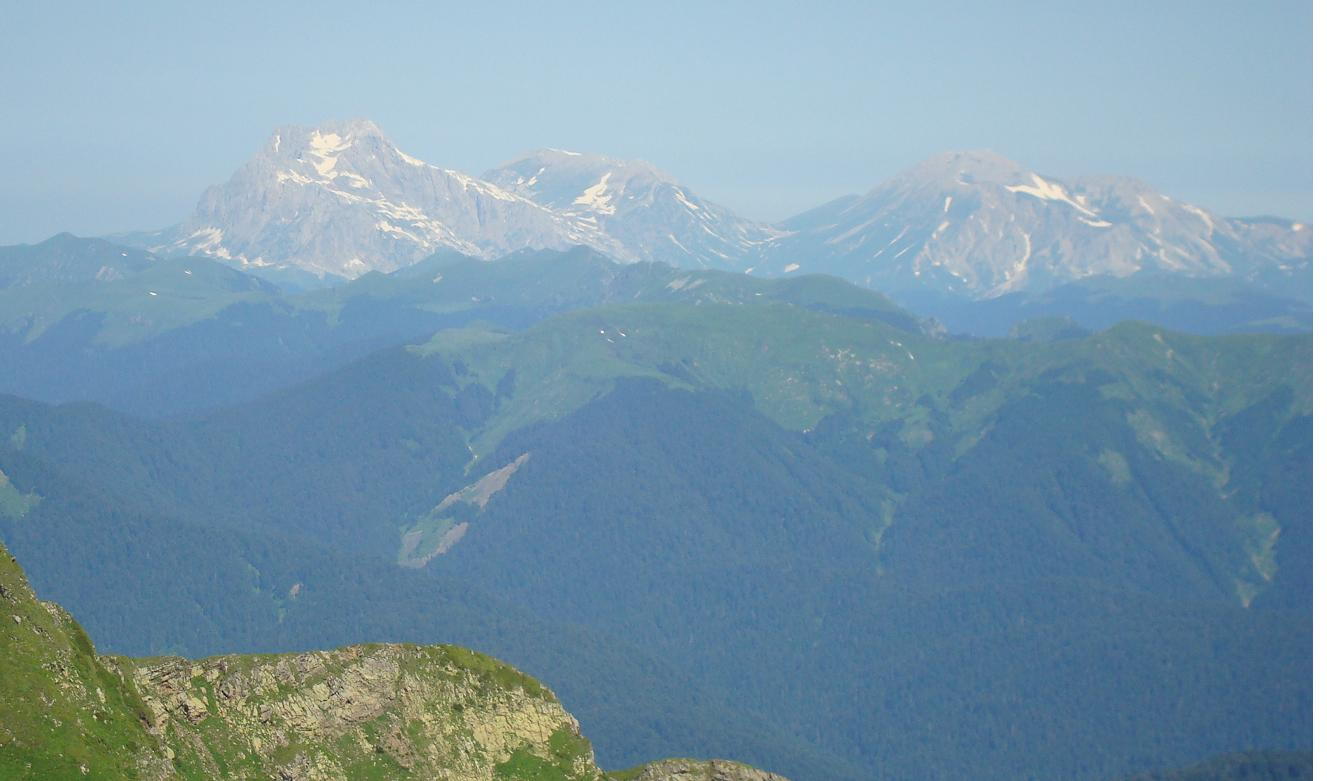
Der Fischt links im Bild, das westlichste vergletscherte Massiv des Kaukasus

Die Wolga fließt im Nordosten des Kreises in das Kaspische Meer. Sie bildet dort ein großes Flussdelta, in dem es eine große und nahezu unberührte Tier- und Pflanzenvielfalt gibt. Das Delta liegt auf einer Meereshöhe von −28 Metern. Die Wolga ist über den Wolga-Don-Kanal mit dem Don verbunden, der in das Asowsche Meer einmündet und den Schiffsverkehr von der Wolga bis in das Mittelmeer ermöglicht. Das Donbasskohlerevier reicht zum Teil bis in die Oblast Rostow hinein.
Ein großer Teil des Gebietes des Kreises liegt in der Manytschniederung, der sich im Osten des Kreises die Kaspische Senke anschließt. Damit ist das Relief des nördlichen Teils des Kreises flach bis wellig. Südlich des Kuban beginnt der Kaukasus. Die Berge im Süden der Region Krasnodar und der Republik Adygeja erreichen Höhen von 3400 Meter.

## Bevölkerung
Russen bilden mit 86 Prozent die Bevölkerungsmehrheit des Föderationskreises. Große Minderheiten bilden die Kalmücken und Adygeja. Die größten Städte sind Rostow am Don (1.114.806 Einwohner), Wolgograd (1.017.451 Einwohner), Krasnodar (829.677 Einwohner) und Astrachan (530.863 Einwohner). Der Föderationskreis ist mit 33 Einwohnern pro Quadratkilometer für russische Verhältnisse dicht besiedelt.

## Geschichte
Der Föderationskreis wurde zusammen mit den sechs anderen ursprünglichen Föderationskreisen zum 13. Mai 2000 geschaffen und zunächst als Föderationskreis Nordkaukasus (Северо-Кавказский федеральный округ Sewero-Kawkasski federalny okrug, deutsch ‚Nord-Kaukasischer Föderationskreis‘) bezeichnet. Bereits am 21. Juni 2000 erfolgte die Änderung auf die heutige Namensform, da der eigentliche Nordkaukasus nur einen relativ geringen Teil der Gesamtfläche des Föderationskreises einnimmt.
Ursprünglich gehörten zum Föderationskreis auch die Republiken Dagestan, Inguschetien, Kabardino-Balkarien, Karatschai-Tscherkessien, Nordossetien-Alanien und Tschetschenien sowie die Region Stawropol. Diese Föderationssubjekte wurden per Präsidentenukas vom 19. Januar 2010 in den heutigen Föderationskreis Nordkaukasus ausgegliedert, der somit tatsächlich auf dem Territorium des Nordkaukasus und seines unmittelbaren nördlichen Vorlandes liegt.
Nach der Auflösung des Föderationskreises Krim am 28. Juli 2016 wurden die Republik Krim und die Stadt Sewastopol, die gemäß internationalem Recht zur Ukraine gehören und durch Russland 2014 annektiert worden waren, in den Föderationskreis Südrussland eingegliedert.

## Gliederung
| #                                               | Flagge                                          | Föderationssubjekt                              | Hauptstadt/Administratives Zentrum              | Fläche     | Bevölkerung 2010 | Bevölkerung 2015 |
| ----------------------------------------------- | ----------------------------------------------- | ----------------------------------------------- | ----------------------------------------------- | ---------- | ---------------- | ---------------- |
| 1                                               |                                                 | Republik Adygeja                                | Maikop                                          | 7792 km²   | 0.440 Mio.       | 0.449 Mio.       |
| 2                                               |                                                 | Oblast Astrachan                                | Astrachan                                       | 49024 km²  | 1.010 Mio.       | 1.021 Mio.       |
| 3                                               |                                                 | Oblast Wolgograd                                | Wolgograd                                       | 112877 km² | 2.610 Mio.       | 2.557 Mio.       |
| 4                                               |                                                 | Republik Kalmückien                             | Elista                                          | 74731 km²  | 0.289 Mio.       | 0.281 Mio.       |
| 5                                               |                                                 | Region Krasnodar                                | Krasnodar                                       | 75485 km²  | 5.227 Mio.       | 5.453 Mio.       |
| 6                                               |                                                 | Oblast Rostow                                   | Rostow am Don                                   | 100967 km² | 4.278 Mio.       | 4.242 Mio.       |
| Gesamt                                          | Gesamt                                          | Gesamt                                          | Gesamt                                          | 420876 km² | 13.854 Mio.      | 14.003 Mio.      |
| 7                                               |                                                 | Republik Krim                                   | Simferopol                                      | 26081 km²  |                  | 1.896 Mio.       |
| 8                                               |                                                 | Sewastopol                                      | Sewastopol                                      | 864 km²    |                  | 0.399 Mio.       |
| Gesamt mit völkerrechtswidrig annektierter Krim | Gesamt mit völkerrechtswidrig annektierter Krim | Gesamt mit völkerrechtswidrig annektierter Krim | Gesamt mit völkerrechtswidrig annektierter Krim | 447821 km² |                  | 16.298 Mio.      |

Die Republik Krim und die Stadt Sewastopol wurden 2014 durch Russland annektiert, gehören nach internationalem Recht aber zur Ukraine.

### Ehemals zugehörige Föderationssubjekte

Föderationskreis Südrussland von 2000 bis 2010 (dunkelrot), übriges Russland hellrot

Die folgenden sieben Föderationssubjekte bilden seit dem 19. Januar 2010 den Föderationskreis Nordkaukasus.
| #  | Flagge | Föderationssubjekt                  | Hauptstadt/Administratives Zentrum | Fläche    | Bevölkerung 2010 |
| -- | ------ | ----------------------------------- | ---------------------------------- | --------- | ---------------- |
| 4  |        | Republik Dagestan                   | Machatschkala                      | 50270 km² | 2.910 Mio.       |
| 5  |        | Republik Inguschetien               | Magas                              | 3628 km²  | 0.413 Mio.       |
| 6  |        | Kabardino-Balkarische Republik      | Naltschik                          | 12470 km² | 0.860 Mio.       |
| 8  |        | Karatschai-Tscherkessische Republik | Tscherkessk                        | 14277 km² | 0.478 Mio.       |
| 10 |        | Republik Nordossetien-Alanien       | Wladikawkas                        | 7987 km²  | 0.713 Mio.       |
| 11 |        | Region Stawropol                    | Stawropol                          | 66160 km² | 2.786 Mio.       |
| 13 |        | Tschetschenische Republik           | Grosny                             | 15647 km² | 1.269 Mio.       |

## Wirtschaft

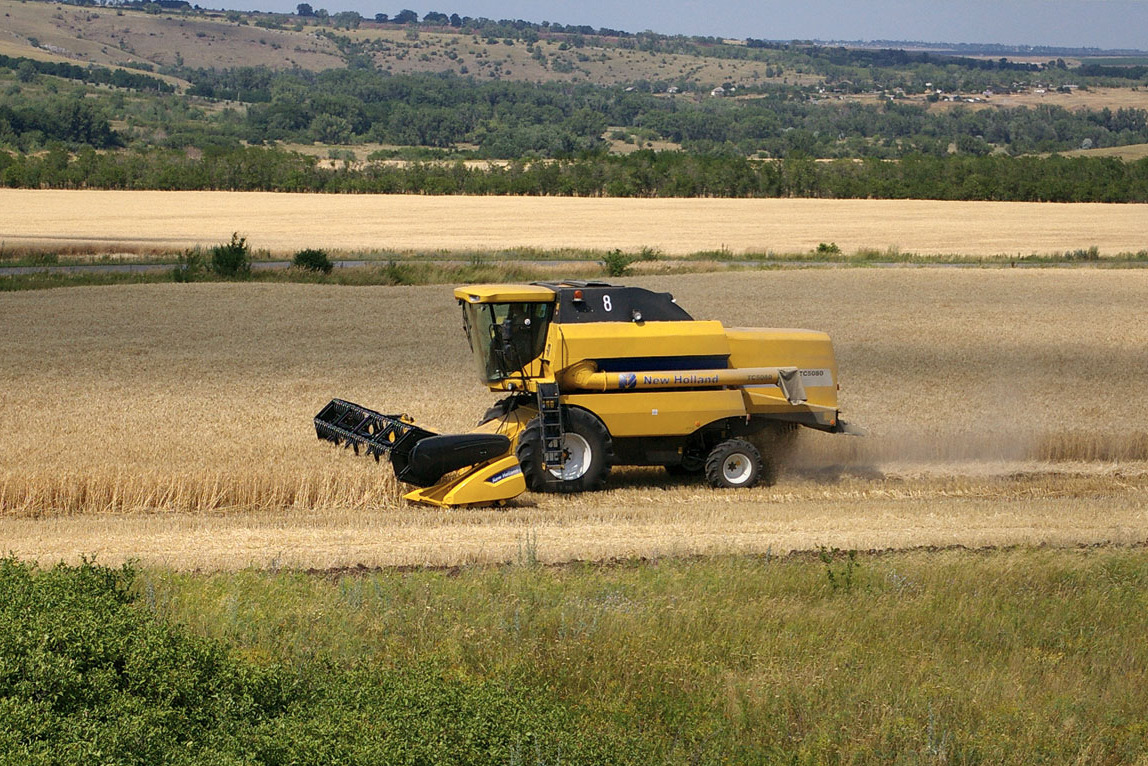
Weizenernte in der Oblast Rostow

Mit den Regionen Krasnodar, Rostow, Stawropol und Wolgograd hat der Kreis sowohl eine starke industrielle Basis als auch eine starke Landwirtschaft. In der Region Krasnodar sind Ackerbau, Obst- und Getreideanbau dominant. In den Zeiten der Sowjetunion gezielt als industrielles Zentrum ausgebaut, sind hier heute vor allem Erdölraffinerien sowie große Betriebe zur Herstellung von Werkzeugen und Landmaschinen, aber auch Unternehmen der Nahrungsmittelindustrie zu finden.
Über den Schwarzmeerhafen Noworossijsk werden vor allem Erdöl aus Zentralasien sowie Getreide verschifft. Auch zählt der Kreis am Schwarzen Meer zu den interessantesten Tourismusdestinationen Russlands. Hier konzentrieren sich 73 Prozent der russischen Thermalquellen, entsprechend Bedeutung hat die Produktion von Mineralwasser. Außerdem soll am Asowschen Meer zwischen den Regionen Rostow und Krasnodar das künftige Glücksspielparadies „Asow-City“ entstehen. Das russische Las Vegas wird als Milliardenprojekt angepriesen.
Der Kreis ist ein wichtiger Zement- und Kohleproduzent (angrenzend an den Donbass). Auch gibt es hier Vorkommen an Erdöl, die Reserven werden auf fünf Milliarden Tonnen geschätzt.
Das deutsche Unternehmen Claas stellt seit über fünf Jahren Mähdrescher und seit neuestem auch Traktoren in der Region Krasnodar her. Knauf hat seit 2002 ein Werk in Mostovskoj in der Region Krasnodar zur Produktion von Gipsplatten. Heidelberger Druckmaschinen hat in Jesk in der Region Rostow am Don eine Serviceeinrichtung zur Überholung gebrauchter Druckmaschinen.
Am Schwarzen, am Asowschen und am Kaspischen Meer sollen neue Kohle-, Getreide-, Container- und Personenterminals entstehen. Geplant sei die Modernisierung der Häfen von Noworossijsk und Rostow am Don und der Bau neuer Häfen in Taman (Region Krasnodar) und Olja (Gebiet Astrachan), die sich zu wichtigen Teilen des Nord-Süd-Transportkorridors entwickeln sollen. Die dafür angesetzten Investitionen liegen bei 300 Milliarden Rubel. Im Ergebnis soll die Umschlagsleistung dieser Häfen auf 270 Millionen Tonnen wachsen. Nach offiziellen Angaben werden dort derzeit rund 180 Millionen Tonnen Fracht im Jahr abgefertigt. Das entspricht 36 Prozent des gesamten Güterumschlags der russischen Seehäfen.
Der Föderationskreis Südrussland ist international durch die Olympischen Winterspiele in Sotschi 2014 in den Blickpunkt der Öffentlichkeit gerückt. In und um Sotschi setzte ein Bauboom ein. Allein für die Errichtung der für die Spiele notwendigen Gebäude wurden etwa zwölf Milliarden US-Dollar ausgegeben. Hinzu kamen Investitionen in die Infrastruktur.

## Tourismus

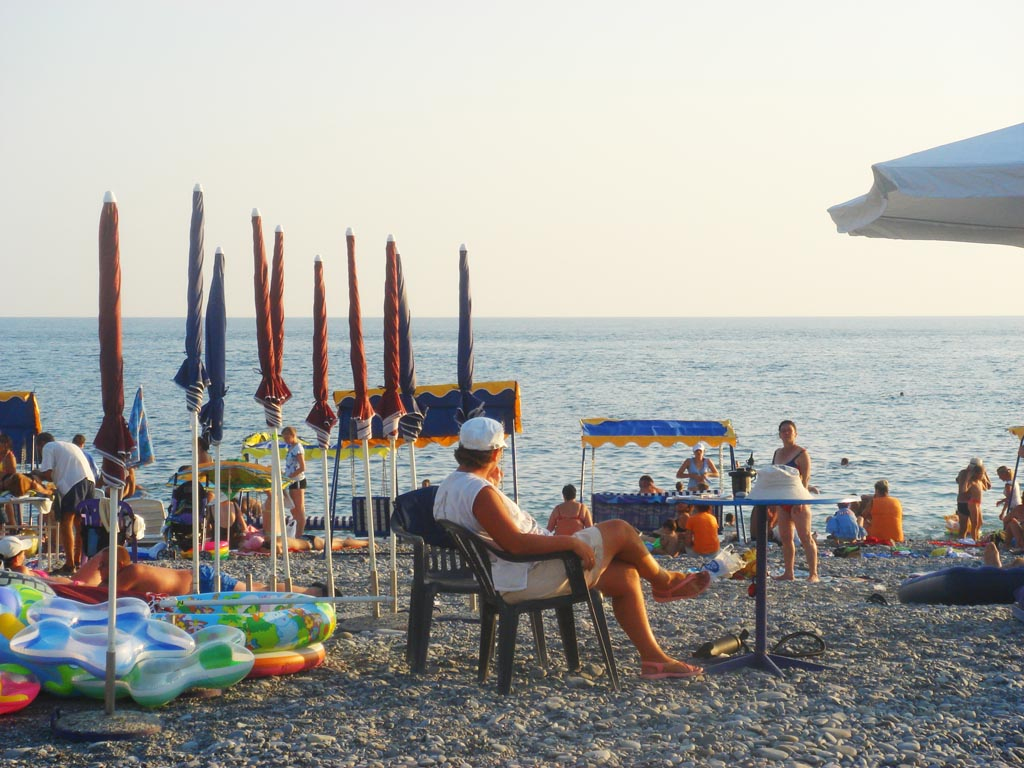
Strand in Dagomys

Der Süden Russlands wurde jahrhundertelang von der Kultur der dort lebenden freien Bauern, den Kosaken geprägt. Die Region war vom 16. bis zum 18. Jahrhundert eine nahezu herrschaftsfreie Grenzzone, die von den Donkosaken besiedelt, bewacht und gegen Übergriffe von Tataren verteidigt wurden. Noch heute wird die Kultur der Donkosaken von ihren Nachkommen gepflegt und kann in den einzelnen Städten der Region vor allem am Don erkundet werden. Südrussland vereint ein warmes Klima, interessante Landschaften, eine reichhaltige Kulturgeschichte seit der Antike und ein hohes naturräumliches Potenzial für abenteuer- und sportlich orientierte Reisende.
Die wichtigsten Urlaubsorte gemessen an der jährlichen Übernachtungszahl sind: Sotschi, der Skiort Dombai, Anapa und Gelendschik. Aber auch viele weitere Orte in Südrussland weisen ein hohes touristisches Potenzial auf. Darüber hinaus bieten die Städte und Stanizen (Kosakensiedlungen) der russischen Kosakenregion Kuban weitere touristische Ziele. Die größte Stadt des Kuban und gleichzeitig die informale Hauptstadt des kubanischen Kosakentumes ist Krasnodar.
Auf dem Mamajew-Hügel in Wolgograd findet sich eine große Gedenkstätte, die der Schlacht um Stalingrad im Zweiten Weltkrieg gewidmet ist und jährlich hunderttausende Besucher anlockt. Das ausgedehnte Wolgadelta, das in das Kaspische Meer mündet, bietet Naturinteressierten eine große Artenvielfalt an Fauna und Flora. Die Küste des Kaspischen Meeres ist vor allem für seine Fischvielfalt und Vogelreichtum bekannt, die vor allem Angler und Ornithologen anzieht.
Die Region ist zunächst bekannt für seine Seeressorts am Schwarzen Meer mit 300 Kilometern Stränden von der Taman-Halbinsel bis Sotschi. Von Mai bis Oktober konzentriert sich der Großteil des Sommertourismus Russlands entlang dieses Küstenstreifens. Dutzende Küstenstädte wie zum Beispiel Adler, Khosta, Matsesta, Dagomys und Lazarewskoje empfangen jährlich Millionen von Reisenden aus aller Welt. Die Küstenregion liegt auf dem gleichen Breitengrad wie das Adriatische Meer in Italien oder die französische Riviera und bietet ein vergleichbares Klima.
Reisende kombinieren häufig die Urlaube in der Region mit Kuraufenthalten in den Heilstätten, die an den vielen Mineralquellen des Vorkaukasus gelegen sind. Krasnaja Poljana, das 39 Kilometer von Sotschi entfernt liegt, bildet das südrussische Zentrum für alpinen Skisport und war Austragungsort der Olympischen Winterspiele 2014.
Das bergige Hinterland des Schwarzen Meeres – zum Beispiel die Lago-Naki Hochebene mit Höhen von bis zu 2200 Metern in der Republik Adygeja – bietet Wanderern, Bergsteigern und Kletterern günstige Bedingungen. Dort entstanden in den letzten Jahren moderne und groß angelegte Tourismusinfrastrukturen.